# Sacún Guadalupe
Sacún Guadalupe är en ort i Mexiko.   Den ligger i kommunen Chilón och delstaten Chiapas, i den sydöstra delen av landet, 800 km öster om huvudstaden Mexico City. Sacún Guadalupe ligger 880 meter över havet och antalet invånare är 202.
Terrängen runt Sacún Guadalupe är huvudsakligen kuperad, men norrut är den bergig. Runt Sacún Guadalupe är det ganska glesbefolkat, med 50 invånare per kvadratkilometer. Närmaste större samhälle är Sacún Cubwitz, 3,0 km väster om Sacún Guadalupe. I omgivningarna runt Sacún Guadalupe växer i huvudsak städsegrön lövskog.